# 保罗·弗里奇
保罗·弗里奇（法語：Paul Fritsch，1901年2月25日—1970年9月22日），法国男子拳击运动员。他曾代表法国参加1920年夏季奥林匹克运动会拳击比赛，获得一枚金牌。他于1921年成为职业选手。